# Конституция Татарской АССР (1926)
Конституция Татарской АССР 1926 года — первый основной закон Татарской Автономной Социалистической Советской Республики.

## История
25 июня 1925 г. был принят проект (первоначальный) конституции Татарской республики и одобрен 13 марта 1926 г. на VI съезде Советов Татарской автономии. Текст Конституции Татарской АССР не был утвержден ВЦИК РСФСР и Съездом Советов РСФСР. В результате, жизнедеятельность Татарской АССР осуществлялась в соответствии с Конституцией СССР 1924 г. и Конституцией РСФСР 1925 г., а также законодательными актами, принятыми в Татарской АССР. 
Первым основным законом, непосредственно действующим на территории Татарской АССР, стала Конституция Татарской АССР 1937 года.

## Содержание
Состояла из 91 статей, которые были в 7 главах и 5 разделов. Все положения конституции были демократичными. Труд был провозглашён одной из обязанностей, также говорилось о бесплатном образовании. Конституция признала официальными русский и татарский языки. Регулировалась система выборов в органы власти.